# Zespół Państwowych Szkół Muzycznych im. Feliksa Nowowiejskiego w Szczecinie
Zespół Państwowych Szkół Muzycznych im. Feliksa Nowowiejskiego (ZPSM) – centrum średniego szkolnictwa muzycznego na Pomorzu Zachodnim działające przy ul. Staromłyńskiej w Szczecinie. Pierwsza polska szkoła muzyczna utworzona w powojennym Szczecinie założona została w 1946 roku przez Halinę Nowacką-Durnaś i Wacława Piotrowskiego. Od 1988 roku działa jako zespół szkół muzycznych. Szkoła podlega i nadzorowana jest przez Ministerstwo Kultury, Dziedzictwa Narodowego i Sportu za pośrednictwem Centrum Edukacji Artystycznej.

## Struktura ZPSM i cele działalności według zarządzenia MKiDN z 2017 roku
ZPSM jest szkołą publiczną, dla której organem prowadzącym jest Minister Kultury i Dziedzictwa Narodowego. Nadzór pedagogiczny pełni Centrum Edukacji Artystycznej, a finansowo–administracyjny – Ministerstwo Kultury i Dziedzictwa Narodowego.
W skład Zespołu Państwowych Szkół Muzycznych wchodzą:
- Państwowa Ogólnokształcąca Szkoła Muzyczna II stopnia (POSM II st.)
- Państwowa Szkoła Muzyczna I stopnia (PSM I st.)
- Państwowa Szkoła Muzyczna II stopnia (PSM II st.)

Zgodnie ze statutem ZPSM celem działalności placówki jest w szczególności:
1. rozbudzanie podstawowych zdolności muzycznych i ich rozwój w stopniu pozwalającym na czynną działalność zawodową w określonej dziedzinie
2. przygotowanie wrażliwych i świadomych odbiorców sztuki
3. przygotowanie do aktywnej działalności na rzecz kultury w środowisku lokalnym
4. aktywne oddziaływanie na otoczenie w sferze kultury
5. troska o pełny rozwój osobowości każdego ucznia

## Historia ZSM i ZPSM

### Lata 1945–1988

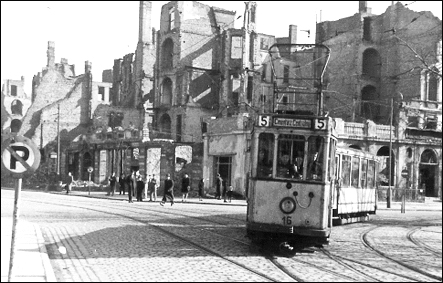
Powojenne zniszczenia miasta (1948)

19 sierpnia 1945 roku do zniszczonego Szczecina, miasta o wciąż niepewnym statusie, przyjechała pianistka Halina Nowacka-Durnaś. Wkrótce rozpoczęła pracę jako nauczycielka śpiewu i muzyki w Państwowym Gimnazjum i Liceum Janiny Szczerskiej. Lekcje prowadziła też w prywatnym mieszkaniu, w pobliżu LOI (al. Piastów 72).
W lutym 1946 roku, po otrzymaniu zgody Ministerstwa Kultury i Sztuki (Tymczasowy Rząd Jedności Narodowej) utworzyła i została dyrektorem prywatnej Niższej (pięcioklasowej) i Średniej (sześcioklasowej) Szkoły Muzycznej im. Karola Szymanowskiego. Wkrótce szkole przyznano pomieszczenia przy ul. Armii Czerwonej 1 (obecnie: ul. Monte Cassino). We wrześniu naukę rozpoczęło 239 uczniów w klasach fortepianu, skrzypiec, śpiewu solowego i akordeonu, znajdujących się pod opieką coraz liczniejszego grona pedagogicznego. W 1950 roku została upaństwowiona (zaczęła być finansowana przez państwo).
W marcu 1946 roku drugą szkołę muzyczną utworzył Wacław Piotrowski, muzykolog, skrzypek i filozof wykształcony na uniwersytetach w Lipsku i w Berlinie, który już w latach 1905–1907 uczył w Szczecinie (w konserwatorium im. Hugo Riemanna) gry na skrzypcach i teorii muzyki; w kolejnych latach uczył w Berlinie, Królewcu i Poznaniu. Jesienią 1945 roku wrócił do Szczecina z ekipą pierwszego wojewody (Leonard Borkowicz) i 2 marca 1946 uruchomił w Spółdzielni Pracy Nauczycieli Muzyki i Śpiewu (ul. Polonii Zagranicznej 16, obecnie ul. gen. Ludomira Rayskiego) Średnią Szkołę Muzyczną. Lekcje prowadziła czteroosobowa kadra pedagogiczna. Początkowo naukę rozpoczęło 36 uczniów. Rok szkolny 1945/46 ukończyło ponad stu, a rok 1946/47 – 260-ciu absolwentów. Od 1950 roku szkoła działała jako Państwowa Szkoła Muzyczna im. Fryderyka Chopina.
Obie szkoły przekształcono tworząc:
- Państwową Podstawową Szkołę Muzyczną, kierowaną początkowo przez Halinę Nowacką-Durnaś (przy ul. Monte Cassino)[c][8]
- Państwową Średnią Szkołę Muzyczną, pod dyrekcją Wacława Piotrowskiego (były gmach Teatru „Pleciuga” przy ul. Kaszubskiej).

Po przejściu Wacława Piotrowskiego na emeryturę (1953) dyrektorem Państwowej Średniej Szkoły Muzycznej został Antoni Huebner (wizytator Kuratorium Oświaty, związany ze szczecińskim Polskim Radiem, nauczyciel muzyki w Gimnazjum i Liceum dla dorosłych). Nowemu dyrektorowi udało się pozyskać dla szkoły i wyremontować były „pałac Wolkenhauera” przy ulicy Staromłyńskiej 13. Szkołę przeniesiono do nowej siedziby 1 września 1961 roku. Poprawa warunków pozwoliła utworzyć na wydziale instrumentalnym sekcje instrumentów dętych drewnianych, instrumentów smyczkowych i perkusyjnych. Powołano też wydział wychowania muzycznego (istniejący do 1976). W lutym 1965 roku Państwowej Średniej Szkole Muzycznej w Szczecinie nadano imię Feliksa Nowowiejskiego.
W 1967 roku funkcję dyrektora PŚSM im. Feliksa Nowowiejskiego pełnił krótko Marian Przybylski (październik–listopad). Od grudnia tegoż roku dyrektorem był Marian Zarzycki, który podjął kilkuletnie prace, związane z reformą edukacji szkolnictwa muzycznego. Doprowadził do utworzenia w 1980 roku Liceum Muzycznego w Szczecinie (LM), powołanego oficjalnie jako Państwowe Liceum Muzyczne w Szczecinie (PLM). Licealiści początkowo uczęszczali na zajęcia ogólnokształcące do LO nr 1 (al. Piastów), a od lipca 1981 roku do bliżej położonego LO nr 9 (ul. Mariacka).

### Lata 1988–2018
1 lipca 1988 roku Dyrektor Wydziału Kultury i Sztuki UW w Szczecinie wydał decyzję o utworzeniu ZSM(Zespołu Szkół Muzycznych im. Feliksa Nowowiejskiego) przez połączenie:
- Państwowej Szkoły Muzycznej II st. im. F. Nowowiejskiego (PSM II st.)
- Państwowego Liceum Muzycznego (PLM)

Dyrektorami ZSM im. F. Nowowiejskiego byli:
- od 1988 – Marian Zarzycki (teoria muzyki)
- od 1991 – Zbigniew Goch (akordeonista)
- od 1994 – Stanisław Sadłowski (wiolonczelista, propagator muzyki polskiej)
- od 2004 – Danuta Rodziewicz (nauczycielka języka polskiego i filozofii)
- od 2010 – Piotr Piechocki (klarnecista)

W ramach działań organizacyjnych przeniesiono PLM do „Pałacyku Velthusena” oraz utworzono m.in.:
- Wydział Teoretyczno-Pedagogiczny, klasy organów i saksofonu, instrumentalistyki i wokalistyki jazzowej i in.
- Ogólnokształcącą Szkołę Muzyczną II stopnia z sześcioletnim cyklem kształcenia w zakresie gimnazjalnym i licealnym
- Państwową Szkołę Muzyczną I stopnia (PSM I st.)

We wrześniu 2004 roku Danuta Rodziewicz zamówiła ekspertyzę technicznego stanu budynku i rozpoczęła pozyskiwanie funduszy na jego remont i modernizację; I etap modernizacji zakończył się w grudniu 2010.
9 maja 2017 roku Minister Kultury i Dziedzictwa Narodowego wydał zarządzenie o utworzeniu ZPSM(Zespołu Państwowych Szkół Muzycznych), który zastąpił ZSM. Zgodnie z zarządzeniem w skład ZPSM weszły:
- Państwowa Ogólnokształcąca Szkoła Muzyczna II stopnia (POSM II st.)
- Państwowa Szkoła Muzyczna I stopnia (PSM I st., sześcioletnia, kształcąca w zakresie przedmiotów artystycznych na poziomie szkoły muzycznej I st.)
- Państwowa Szkoła Muzyczna II stopnia (PSM II st., szkoła sześcioletnia kształcąca w zakresie przedmiotów artystycznych na poziomie szkoły muzycznej II st.)

Dzięki funduszom pozyskiwanym sukcesywnie w latach 2010–2017 przeprowadzono kapitalny remont i generalną modernizację siedziby ZPSM. Z inicjatywy Danuty Rodziewicz powstało Stowarzyszenie na rzecz rozwoju i promocji edukacji artystycznej „Novum” (później „Muzyk”), które miało promować młodych, utalentowanych muzyków oraz wspierać organizowane przez nich imprezy artystyczne.

## Działalność bieżąca
ZPSM realizuje programy zgodne z Rozporządzeniem Ministra Kultury i Dziedzictwa Narodowego z dnia 6 września 2017 roku oraz z Rozporządzeniem Ministra Edukacji Narodowej z dnia 14 lutego 2017 r. w sprawie podstaw programowych. Zgodnie ze statutem nauka odbywa się:
w POSM II st. i PSM II st.
- na Wydziale Instrumentalnym
  - specjalność instrumentalistyka
  - specjalność instrumentalistyka jazzowa
- na Wydziale Rytmiki
  - specjalność rytmika
- na Wydziale Wokalnym
  - specjalność wokalistyka
  - specjalność wokalistyka jazzowa

w PSM I st.
- na Wydziale Instrumentalnym

Uczniowie szkoły biorą udział i zdobywają nagrody w konkursach wojewódzkich, ogólnopolskich i międzynarodowych; ubiegają się i otrzymują Stypendia Artystyczne Miasta Szczecin.

## Absolwenci
Szkołę ukończyli m.in.: Roman Kraszewski (fortepian, 1951), Franciszek Gajb (fortepian, 1958), Jan Szyrocki (fortepian, 1959), Barbara Zagórzanka (śpiew solowy, 1960), Mikołaj Szczęsny (fortepian, 1965), Jan Waraczewski (skrzypce, 1970), Marek Jasiński (fortepian, 1973), Ryszard Handke (dyrygowanie, 1976), Warcisław Kunc (fagot, 1983), Dorota Serwa (rytmika, 1991), Arkadiusz Bis (obój, WTP, 1995), Renia Gosławska (rytmika, 2001). Uczennicą szkoły u schyłku lat 50. była także Violetta Villas.
Wielu spośród absolwentów, po uzupełnieniu edukacji w różnych akademiach muzycznych zasiliło Orkiestrę Filharmonii Szczecińskiej. Należy do nich Dorota Serwa (dyrektor Filharmonii) oraz:

skrzypkowieJan Waraczewski (zm. 2017), Łukasz Górewicz, Marcin Kieruczenko, Joanna Ostaszewska, Małgorzata Kazimierczak, Małgorzata Borowiecka, Grażyna Karpowicz, Aleksandra Górska, Patrycja Justyńska
altowioliściZbigniew Banasiak, Izabella Joniec, Kamila Walińska
wiolonczeliściTomasz Szczęsny, Klara Świdrów, Katarzyna Saturna, Dorota Cieśla, Małgorzata Mozdrzeń-Siemak, Beata Sawrymowicz
kontrabasiściAndrzej Frączek, Grzegorz Kmita, Robert Możejewski, Czesław Lewicki, Jan Gottschling, Karol Nasiłowski
flecistkaAnna Wojnowicz-Drężęk
oboistaMichał Balcerowicz
klarnecistaKrzysztof Baturo
trębaczeSławomir Kuszwara, Bogdan Rymaszewski
tubistaTomasz Zienkowicz

## Upamiętnienie założycieli

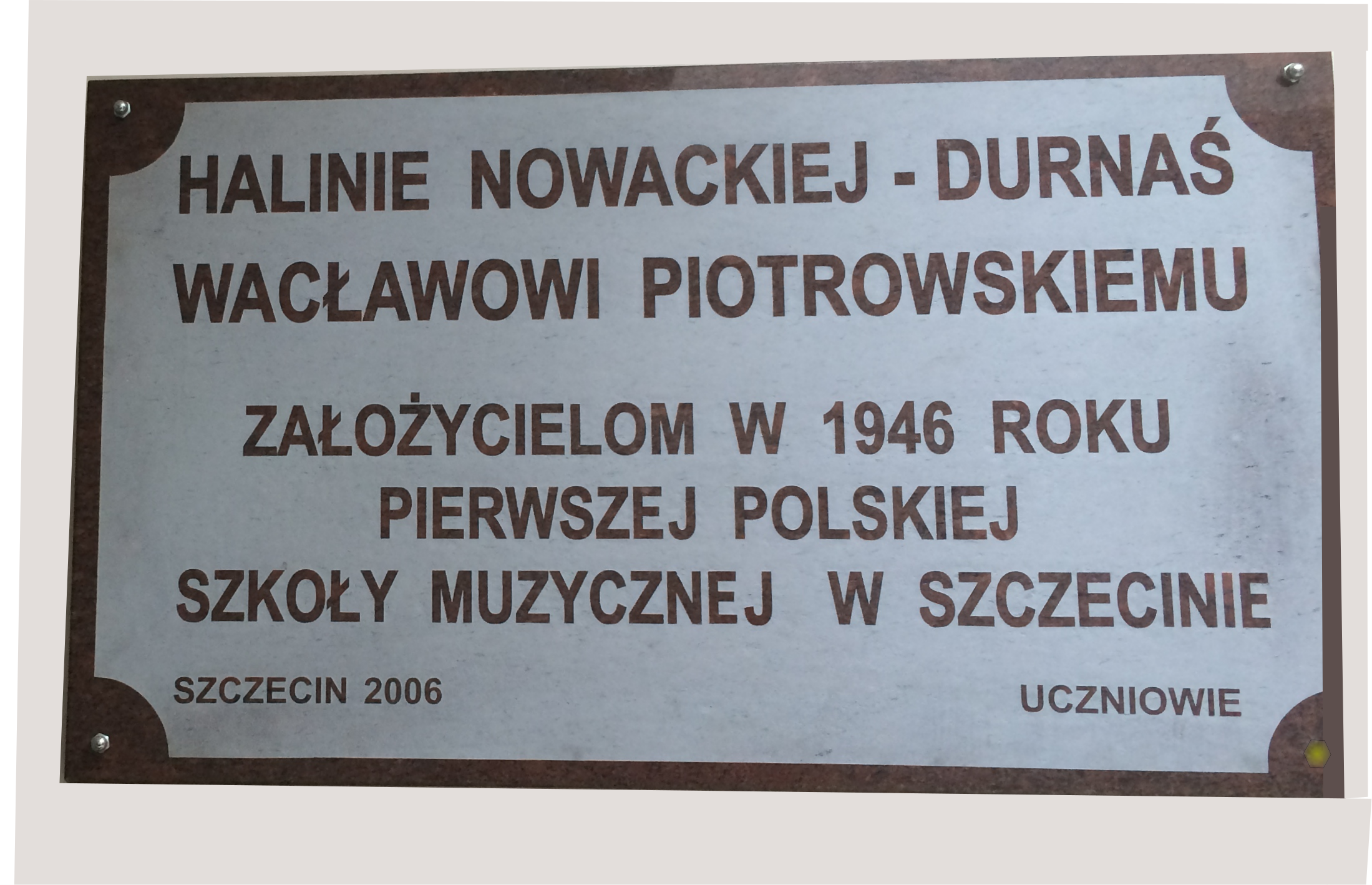

Pamięć o zasługach Haliny Nowackiej-Durnaś i Wacława Piotrowskiego, założycieli pierwszych szkół muzycznych w powojennym Szczecinie, jest utrwalana przez wychowanków i współpracowników. W roku 2006 wewnątrz siedziby szkoły umieszczono tablicę pamiątkową. Na stronie internetowej Zespołu Szkół Muzycznych im. Nowowiejskiego zamieszczono m.in. artykuły wspomnieniowe, ilustrowane licznymi archiwalnymi zdjęciami, napisane m.in. z okazji jubileuszu 60-lecia (2006) i 70-lecia (2016) szkoły.